# Mary L. Cleave
Mary Louise Cleave (Southampton, Estados Unidos, 5 de febrero de 1947 – 27 de noviembre de 2023) fue una astronauta e ingeniera estadounidense. También trabajó como administradora asociada de la NASA para el Science Mission Directorate.

## Biografía
Mary L. Cleave nació en Southampton, Nueva York como la hija de los profesores Howard y Barbara Cleave. Creció en Great Neck, Nueva York, y tiene una hermana mayor (Trudy Carter) y una hermana menor (Barbara Cleave Bosworth).
Se graduó en 1965 en la Great Neck North High School y recibió una licenciatura en Ciencias Biológicas por la Universidad Estatal de Colorado en 1969.  Realizó un master of science en Ecología Microbiana en 1975 y un doctorado en Ingeniería Civil y Ambiental por la Universidad Estatal de Utah en 1979.

#### Carrera como ingeniera
Gracias a sus estudios ocupó puestos de investigación de posgrado, investigación de ficología e ingeniera de investigación en el Ecology Center y el Utah Water Research Laboratory en la Universidad Estatal de Utah desde septiembre de 1971 hasta junio de 1980. Su trabajo incluyó investigaciones sobre la productividad del componente de algas de las costras frías del suelo del desierto en el desierto de la Gran Cuenca al sur de Snowville, la eliminación de algas con filtración intermitente de arena y predicción del flujo mínimo del río necesario para mantener ciertos peces de caza y los efectos del aumento de la salinidad y de los lixiviados de lutita bituminosa en la productividad del fitoplancton de agua dulce; desarrollo del documento y programa de computación (FORTRAN) de evaluación de la pérdida de superficie para el procesamiento actual, futuro de datos de embalses superficiales en Utah y diseño e implementación de un centro de bioensayo de algas y un taller de técnicas de bioensayo para el Intermountain West.

## Carrera en la NASA

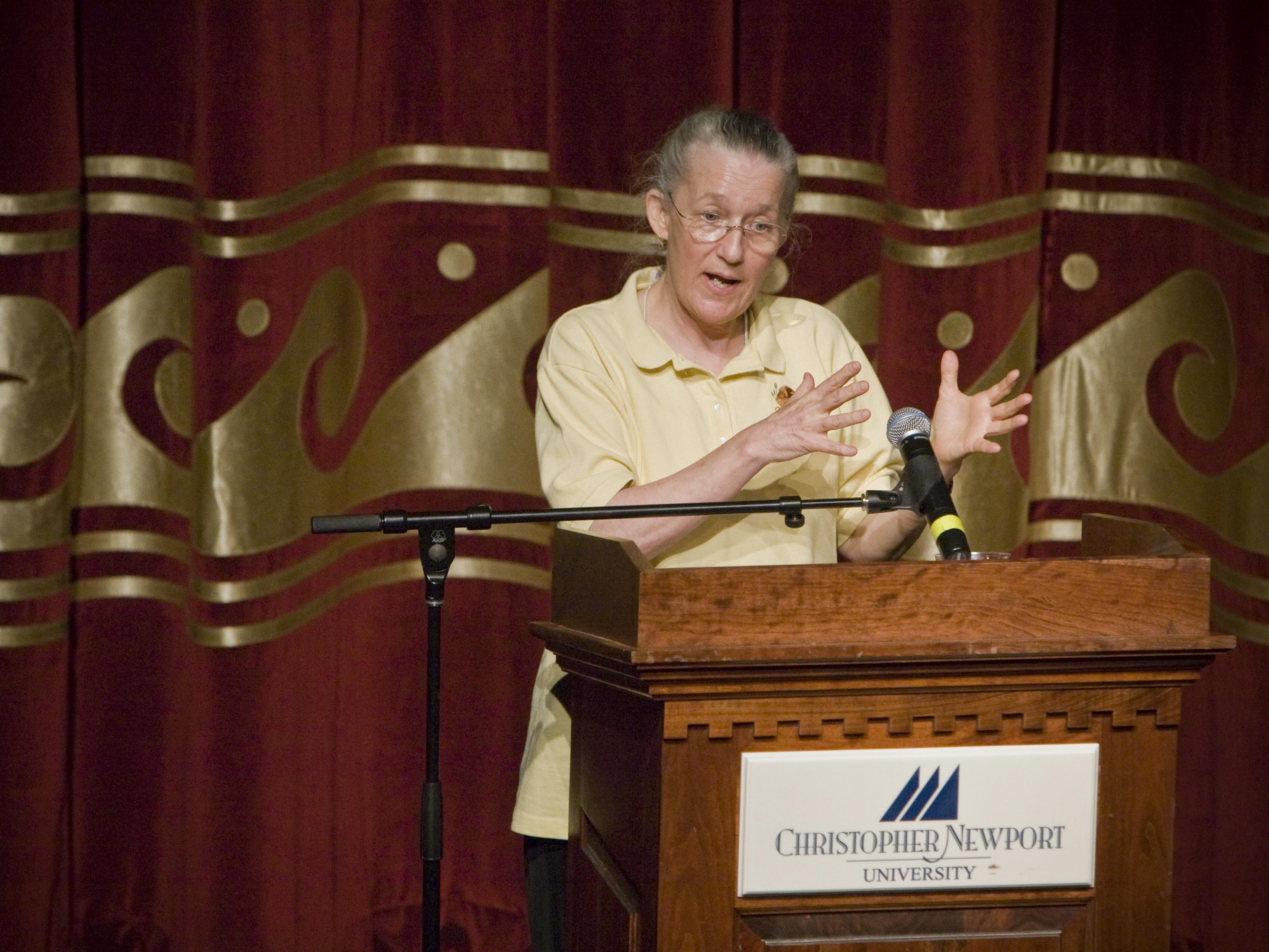
Mary L. Cleave dando una conferencia en el Earth Fest en 2008

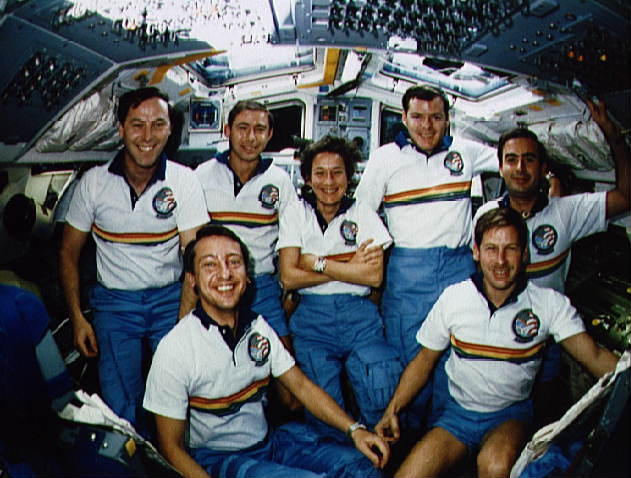
Equipo de astronautas de la misión STS-61-B en 1985

En mayo de 1980 fue seleccionada como astronauta. Sus tareas técnicas incluyen la verificación de software de vuelo en el Shuttle Avionics Integration Laboratory (SAIL), ser Capsule Communicator (CAPCOM) en cinco vuelos de transbordadores espaciales y el diseño de equipo para equipos. Es una astronauta veterana que ha pasado un total de 10 días, 22 horas, 2 minutos y 24 segundos en el espacio, orbitando 172 veces alrededor de la Tierra y viajado 6.34millones de kilómetros en el espacio. En las dos misiones, STS-61-B (del 26 de noviembre al 3 de diciembre de 1985) y STS-30 (del 4 al 8 de mayo de 1989), fue la especialista.
Cleave dejó el Centro Espacial Lyndon B. Johnson en mayo de 1991 para unirse al Centro de vuelo espacial Goddard de la NASA, en Greenbelt, Maryland. Trabajó en el Laboratorio de Procesos Hidrosféricos como gerente de proyecto para SeaWiFS (Sea-viewing, Wide-Field-of-view-Sensor), un sensor del color del océano que monitorea la vegetación en todo el mundo. Más tarde se desempeñó como administradora asociada adjunta en la Oficina de Ciencias de la Tierra con sede en la NASA, Washington D. C. Se retiró de la NASA en febrero de 2007.

### STS-61-B
La STS-61-B Atlantis (del 26 de noviembre al 3 de diciembre de 1985) se lanzó por la noche desde el Centro espacial John F. Kennedy, en Florida, y volvió a aterrizar en la pista 22 en la Base Aérea Edwards, en California. Durante la misión el equipo desplegó los satélites de comunicaciones MORELOS-B, AUSSAT II y SATCOM K-2, condujo 2 caminatas espaciales de seis horas para demostrar las técnicas de construcción de la estación espacial con los experimentos EASE / ACCESS, operado con electroforesis de flujo continuo (CFES), un experimento para McDonnell Douglas y un contenedor Getaway Special (GAS) para Telesat, Canadá. Se llevaron a cabo varios experimentos especializados en carga útil para el gobierno mexicano, y se probó el piloto automático Orbiter Experiments Digital (OEX DAP). En esta operación se llevó el mayor peso de carga transportado hasta la órbita por el transbordador espacial hasta la fecha. La duración de la misión fue de 165 horas, 4 minutos, 49 segundos.

### STS-30
La STS-30 Atlantis (del 4 al 8 de mayo de 1989) fue una misión de cuatro días durante la cual la tripulación desplegó con éxito la nave espacial de exploración Venus de Magallanes, la primera misión de ciencia planetaria de los Estados Unidos, lanzada desde 1978, siendo la primera sonda planetaria desplegada desde una lanzadera. Magallanes llegó a Venus en agosto de 1990 y mapeó por radar el 95% de la superficie del planeta. Magallanes ha sido una de las misiones científicas más exitosas de la NASA, que proporciona información valiosa sobre la atmósfera y el campo magnético de Venus. Además, la tripulación también trabajó cargas secundarias relacionadas con el crecimiento de cristales de indio, las tormentas eléctricas y estudios de observación de la Tierra. La duración de la misión fue de 96 horas, 57 minutos, 35 segundos.

Emblemas de las misiones
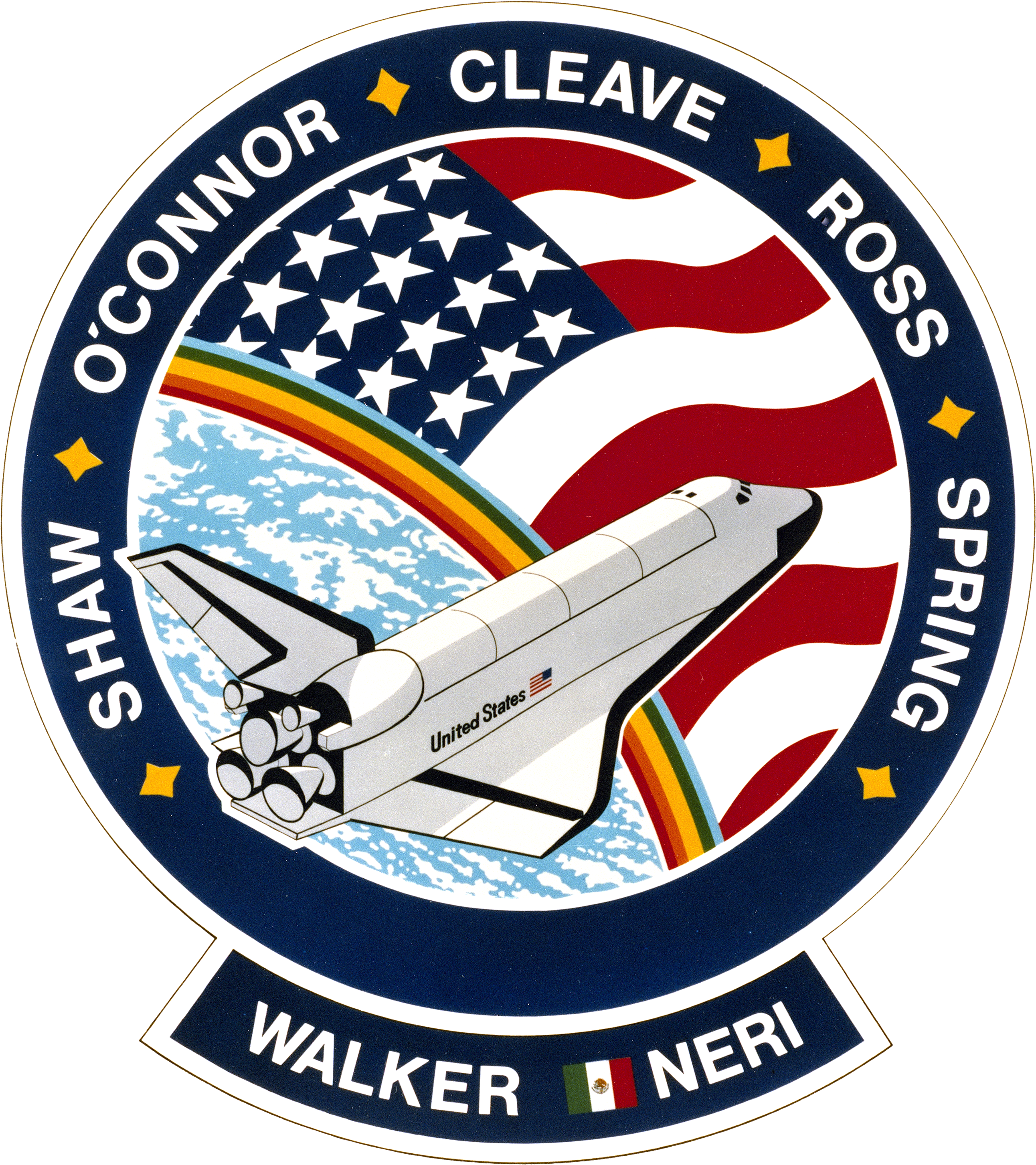
Misión STS-61-B
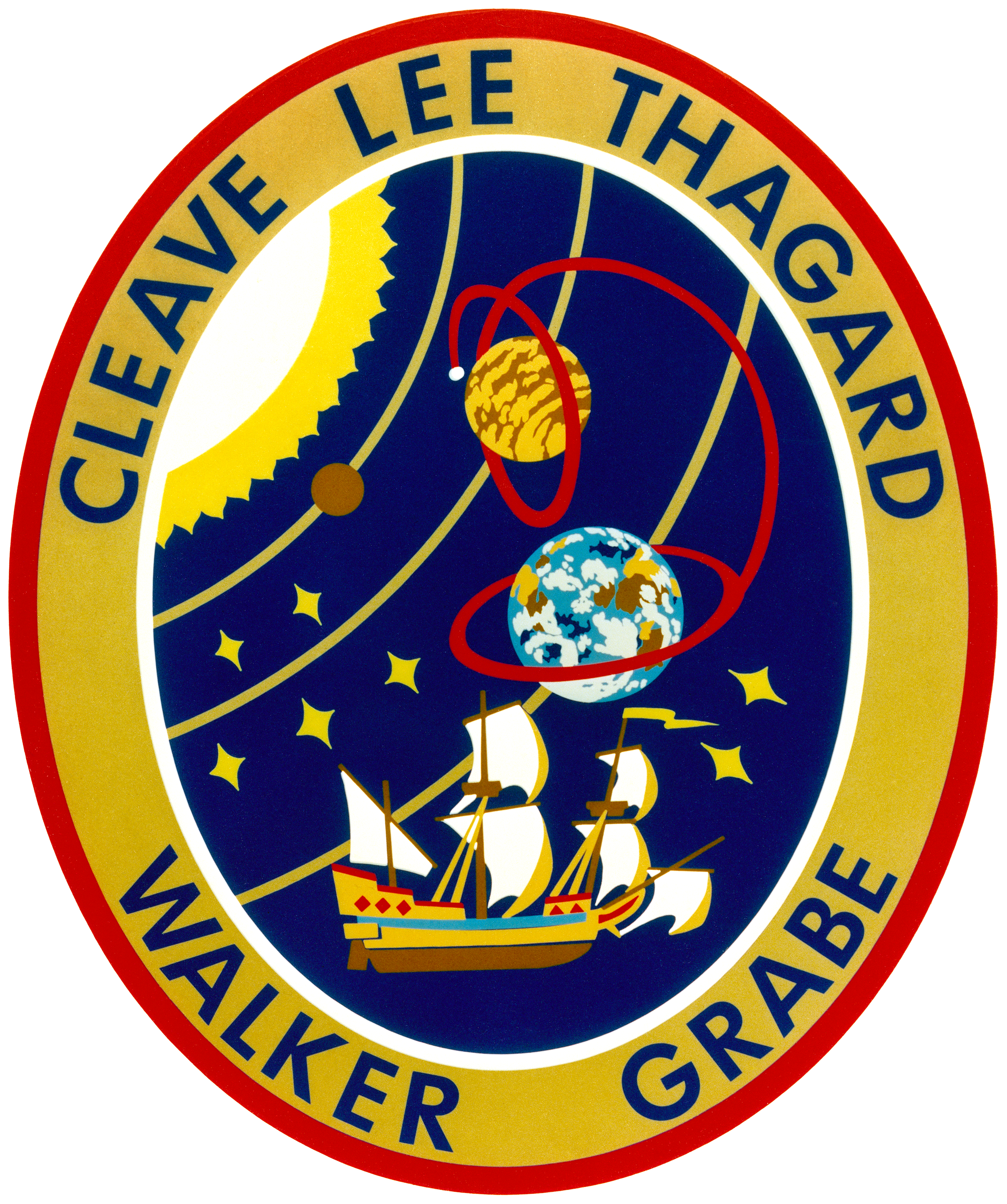
Misión STS-30